# Alessio Piemontese
De' Secreti del R.D. Alessio Piemontese

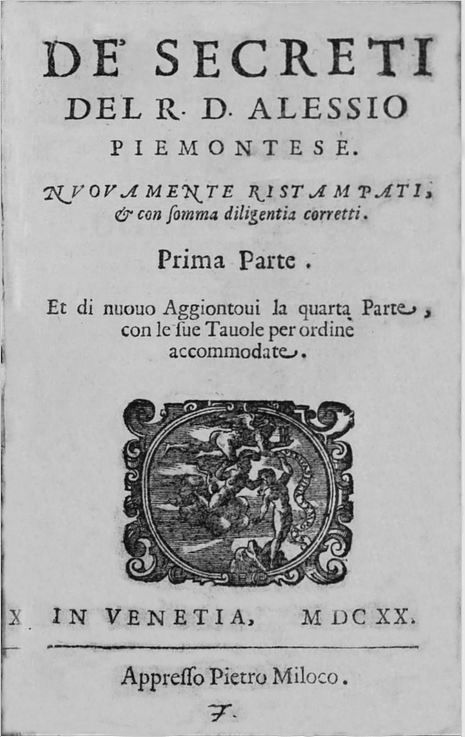
Les Secrets d'Alexis de Piémont publié en italien, en 1555

Alessio Piemontese (en français : Alexis de Piémont) est l'auteur d'un livre de recettes « secrètes », publié à Venise en 1555, qui connut un immense succès dans toute l'Europe. On sait maintenant que De' Secreti del R.D. Alessio Piemontese est l’œuvre de l'humaniste vénitien Girolamo Ruscelli (1500 — 1566) qu'il écrivit sous le pseudonyme d'Alessio Pietmontese pour éviter les risques de persécutions,.
Les Secreti d'Alessio sont le témoin du nouveau contexte technique et scientifique qui s'est développé à la Renaissance, dans lequel des procédures et substances issues de l’alchimie (comme la distillation et l’usage des métaux), viennent élargir le champ des applications de la pharmacologie, de la parfumerie et de la cosmétique. Ainsi, voit-on la distillation de plantes médicinales donner de nouveaux remèdes, et la distillation de plantes aromatiques et d’épices produire des eaux florales.
Les Secreti annoncent aussi une nouvelle démarche expérimentale dans laquelle le savoir technique ne peut être gardé secret mais doit être mis à la disposition de tous (en langue vernaculaire plutôt qu'en latin) pour être expérimenté, testé et évalué.
L'ouvrage est aussi le témoin de la grande mutation culturelle qui, partie d'Italie, toucha progressivement toute l'Europe. L'humanisme de la Renaissance place l'homme au centre de l'intérêt culturel et amène au premier plan les valeurs méprisées par le Christianisme médiéval : la beauté corporelle, la jeunesse, la santé, le plaisir gastronomique, les parures.

## De' Secreti del R. D. Alessio Piemontese
Le livre des Secrets paru sous le pseudonyme d'Alessio Piemontese est publié en italien à Venise en 1555, traduit rapidement en français et publié à Anvers, en 1557. L'ouvrage connut immédiatement un immense succès. Plus de 100 éditions sont sorties entre 1555 et 1699, y compris les traductions en français, allemand, néerlandais, anglais, espagnol, polonais et latin,.
L'ouvrage est divisé en six livres traitant respectivement des préparations médicinales, des substances parfumées (parfums, savons, lotions, etc.), des confitures, des produits cosmétiques, des pigments, d'orfèvrerie. Ces notices s'enchaînent sans être liées par un discours d'ensemble.
Le livre des Secreti d'Alessio créa un modèle dont s'inspirèrent une foule d'auteurs. Il est le prototype d’un genre littéraire à part entière, nommé les « livres de secrets », qui allait connaître un franc succès dans les décennies suivantes. Le déferlement de publications de « secrets » qui s'ensuivit incita le moine Tommaso Garzoni en 1585 à nommer leurs auteurs des « professeurs de secrets » (i professori de' secreti).
Les sujets abordés qui paraissent très disparates à nos yeux modernes, sont souvent traités ensemble dans les textes anciens car ils relèvent de l'économie domestique et mettent en œuvre des méthodes et ingrédients appartenant à l'univers culinaire. Bien sûr, ces recettes ne pouvaient être réalisées que dans le cadre domestique des classes supérieures aisées.
Plusieurs facteurs expliquent le succès remarquable de ces livres de recettes domestiques. La découverte récente des techniques d'imprimerie permet la diffusion d'informations qui ne relevaient pas du strict domaine universitaire scolastique et qui n'avaient jamais pu être diffusées. La grande mutation culturelle qui part d'Italie au XVe siècle, et touche progressivement toute l'Europe, place l'homme au centre de l'intérêt culturel. L'humanisme de la Renaissance établit au premier plan des valeurs méprisées par le christianisme médiéval : l'homme, chef-d’œuvre de la Création, est magnifié. On exalte la beauté corporelle, la jeunesse, la sveltesse, la santé. On cherche donc à se procurer des remèdes pour prendre soin de son corps, des parfums, des lotions embellissantes et des bijoux.

### Livre I: les remèdes
Sur les 350 recettes d’Alessio, une centaine concernent des remèdes. Beaucoup de ceux-ci sont préparés avec les matières médicales traditionnelles, venant de l’Antiquité (Dioscoride) ou des antidotaires publiés à partir du XIIe siècle: des plantes médicinales (buglosse, bourrache, mauve, millepertuis, houblon, rue, plantes aromatiques, épices, etc.), du miel, de l'huile d'olive, du vin, d'eau-de-vie, des substances organiques (œufs, ...).
Voici un exemple particulièrement simple (respectant la traduction française de 1557, mais avec une orthographe modernisée) :
| Contre morsure de chien enragé,& contre la rage qui survient à la personne. Prends fleurs de chardon sauvage séchées à l'ombre,& pulvérisées, donne à boire de telle poudre en vin blanc, à demi pleine la coquille d'une noix,& en trois fois, il sera guéri: chose trouvée par expérience (Les Secrets de Révérend Signeur Alexis Piemontois[5], p. [63]-25r, traduction en français 1557) |

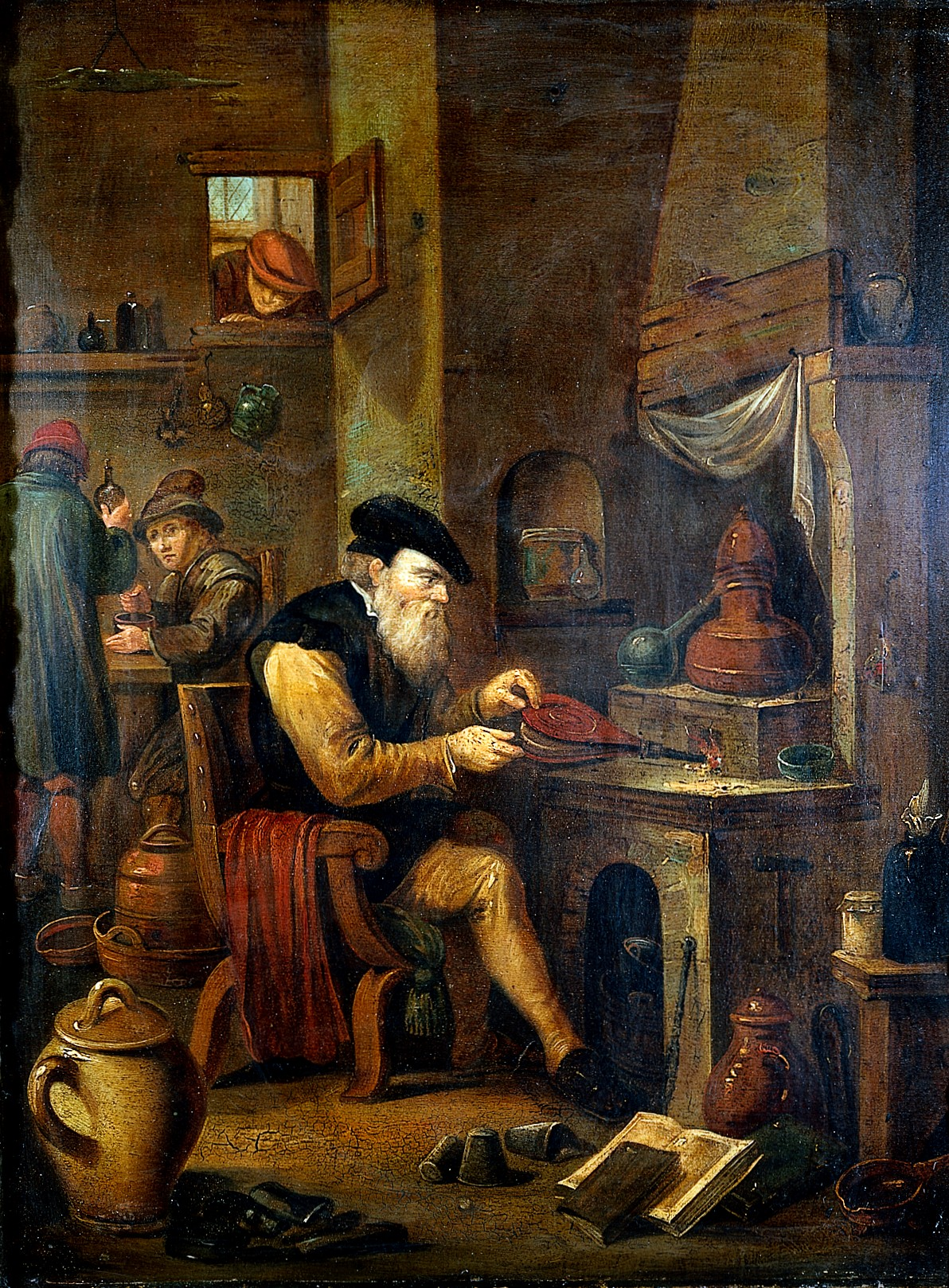
Un alchimiste (David Teniers).
Pour Ruscelli, la distillation extrait les vertus cachées des choses (ou essences) et révèle les analogies entre les événements célestes et naturels

Un certain nombre de recettes emploient aussi des substances bien plus extravagantes pour nos yeux contemporains (chien roux bouilli, bouse de bœufs distillée, crottes de souris, etc.) venant vraisemblablement de l'alchimie. L'influence de l'alchimie se fait aussi sentir par un recours fréquent à la distillation, une technique née chez les alchimistes gréco-égyptiens des premiers siècles et que les apothicaires européens se sont réappropriée peu à peu à partir du XIIe siècle, après son passage par le monde arabe. Déjà en 1500, l'apothicaire strasbourgeois, Hieronymus Brunschwig, dans Le Petit Livre de la Distillation, propose de distiller systématiquement toutes les plantes médicinales pour en extraire la partie pure, thérapeutiquement efficace, de la partie impure, toxique. Il prôna le remplacement des formes galéniques traditionnelles (infusions, décoctions, etc.) de la matière médicale par une forme distillée. Suivant ce principe, Alessio recourt aussi à un certain nombre de distillations d'association complexe de substances diverses.
Alessio ne résiste pas à la fascination de fabriquer une sorte d’élixir de jeunesse, sous forme d'or potable d'après une recette alchimique ancienne. Sa préparation est très longue (près de trois pages) et pour le moins alambiquée. Elle met en œuvre une série de distillations avec du jus de limons, du sel, de la manne [résine], du sucre, du miel… et bien sûr des feuilles d’or.
Venise, comme le reste de l'Europe, a connu des vagues meurtrières de peste. Les épidémies ont frappé en 1348, 1462, 1485, 1506 et en 1575-1577, 1630-1632. Les Secreti donne 27 remèdes pour traiter la peste. Citons un remède typique composé d'ingrédients que l'on retrouve dans de nombreuses préparations :
| Contre la mortalité de la peste, remède très certain. Prends gentiane, zeduar, racine de tormentille de chacun deux onces, santal rouge, dictame blanc et frais, corne de cerf brûlée, perles blanches, bole-arménic [argile dite bol d'Arménie], aristologie [aristoloche] ronde, de chacun une once, camphre demie once, sucre blanc deux onces, de toutes ces choses bien pulvérisée prendra à chaque fois une drachme avec trois onces eau d'endive, ou de surelle ou de cruciata: mêle l'eau & la poudre ensemble avec la grosseur d'une noix de fin triacle [thériaque]. Mais il faudra donner cette médecine devant que la maladie ait duré douze heures, car elle est alors plus sûre...(Les Secrets[5], p. [84]-35v) |
Les plantes très odoriférantes (branches de rue à croquer, myrrhe, encens, clous de girofle, etc.) sont souvent employées.
Plusieurs recettes sont des potions à base d'eau-de-vie additionnée soit d'eau de mélisse et d'eau de plantain soit de la thériaque [triacle] et d'urine d'enfant mâle vierge.
Citons encore des onguents suivants :
- à base de formes minérales de plomb (céruse, litharge d'argent) à appliquer sur le mal pour « faire crever l'apostume [abcès] » ;
- ou de sel fin à appliquer « pour faire rompre le charbon » ;
- ou encore une huile dans laquelle on a fait bouillir des scorpions et à laquelle on ajoute rhubarbe, licorne [labdanum, résine], thériaque et l'eau-de-vie ;
- enfin une poule (géline) vivante, à laquelle on arrache les plumes du croupion et qu'on pose sur le mal « comme assise sur le charbon »

### Livre II: les substances parfumées

Portrait d'Eleonara Gonzaga (Titien, 1538). Le bijou sphérique à la ceinture est un pomander (ou patenostres de senteur) contenant de la gomme adragante imbibée substances odoriférantes (suivant plusieurs recettes d'Alessio)

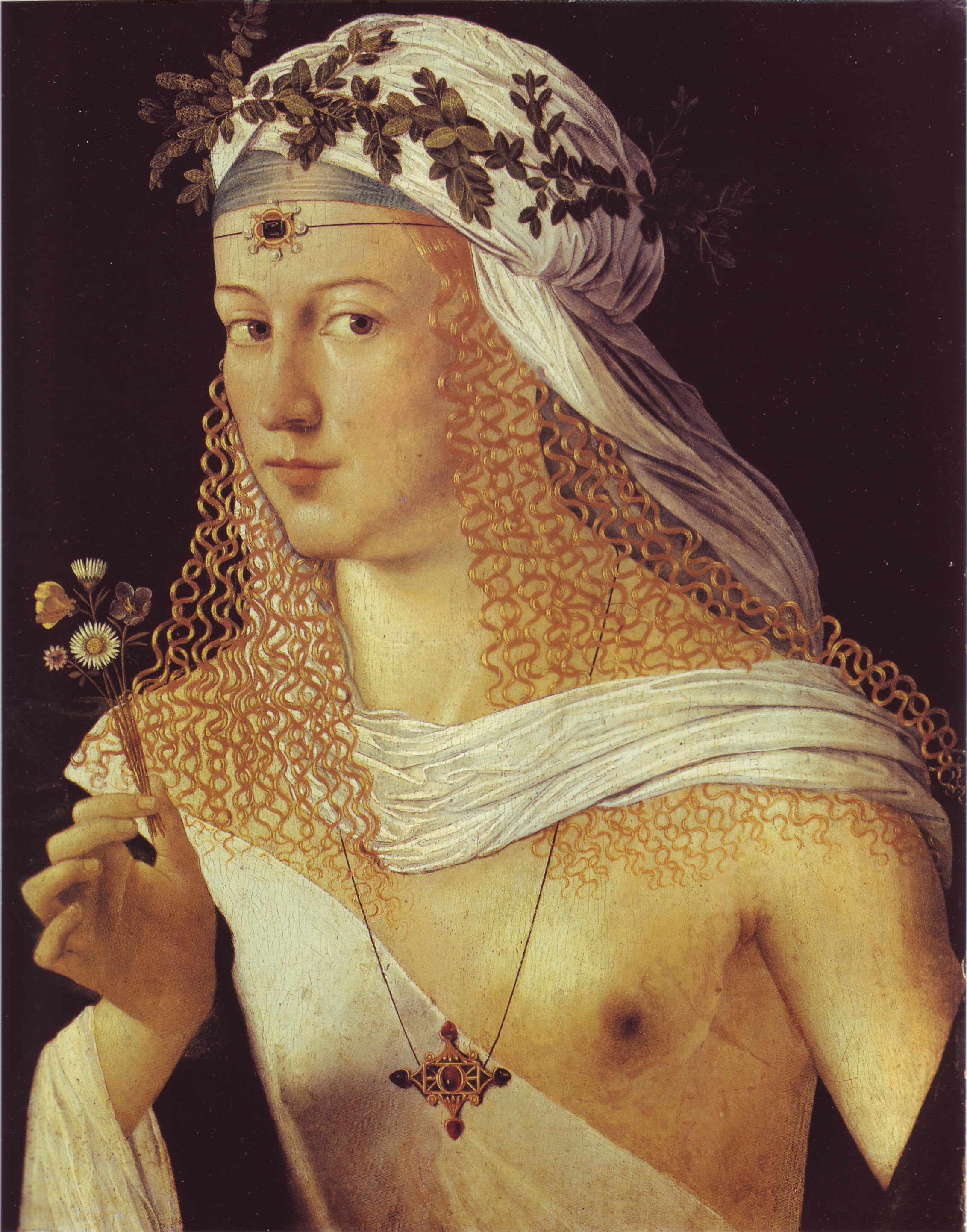
Portrait idéalisé d'une courtisane en Flore, Bartolomeo Veneto (1520)

Ce second livre qui regroupe environ un tiers des recettes, donne des préparations de substances cosmétiques, de parfums, de lotions, poudres et savons parfumés.
Les huiles parfumées pour les cheveux (p. 92-39r) utilisent de l'ambre (gris), du musc, de la civette, du styrax, de l'eau de rose, des clous de girofle, de la cannelle, etc. autant de produits exotiques qu'il était possible de se procurer dans la puissante cité maritime reliée par des routes commerciales à tout le pourtour de la Méditerranée.
Une dizaine « d'eau odoriférantes » sont décrites. Il s'agit d'eaux florales (formées de la totalité du  distillat), faites par exemple, avec de l'eau de rose, de lavande, des clous de girofle, etc., qu'on laisse macérer 15 jours, puis qu'on distille au bain-marie; le distillat « sera une eau de très grande excellence ».
Plusieurs recettes d'huiles parfumées sont données, de savons parfumés, de poudres, sachets parfumés pour les coffres, des vins aromatisés (hypocras p.[112]-49v), etc. L'usage de la distillation permet d’exalter les substances aromatiques volatiles.
À la Renaissance, l'usage des parfums a commencé à entrer dans les mœurs des peuples européens. Les recettes d'Alessio Piemontese, pleines des senteurs envoûtantes de l'Orient, ont fasciné toute l'Europe. On s'arrachera son livre pour avoir des recettes précises.
En Italie, à la suite des Secreti d'Alessio, plusieurs ouvrages traiteront des parfums et de la cosmétique. En 1561, une femme alchimiste explore dans Les Secrets de la Signora Isabelle Cortese, différents secrets d'alchimie applicables à la parfumerie, l'esthétique et la pharmacopée et en 1562, Giovanni Marinello, dans Les ornements des femmes (Gli Ornamenti delle Donne) consacré à la beauté féminine, donne des recettes de cosmétiques dont des procédés pour teindre les cheveux en blond.
Catherine de Médicis contribua largement à la mode des parfums en France, en faisant venir son parfumeur René le Florentin. Elle donna un grand élan à l'usage de parfumer les vêtements, et les accessoires de peau, gants, bourses, ceintures. Les parfums d'abord importés d'Italie furent ensuite fabriqués en France.

### Livre III: les confitures et fruits confits
Alessio propose une série de recettes de confitures de citrons et d'oranges et des procédés pour faire confire les pêches à l'Espagnole, des écorces d'orange, des morceaux de courges, des cerises, etc. ou pour faire un cotignac (gelée de coing) à la mode de Valence. Les préparations se font avec du miel ou du sucre.
| La manière de purifier & préparer le miel,& le sucre, pour confire citrons,& tous autres fruits. Prends pour chaque fois dix livres de miel, le clair de douze œufs frais,& en ôte l'écume, en les debatant très bien d'un bâton,& six verres d'eau fraiche : après mets-les avec le miel,& les fait bouillir en un pot, à feu tempéré, par l'espace d'un quart d'heure, ou un peu moins: puis l'ôte tout doucement du feu, en l'écumant très bien, et le passe ainsi tout chaud par l'estamine [tissu peu serré]...(Secrets, p. [123]-55r) |
Le sucre est resté une épice rare et chère au Moyen Âge, après son introduction par les croisés qui avaient vu des plantations de canne à sucre en Syrie et Palestine. La Renaissance marque une augmentation de la consommation du sucre, notamment dans les confitures mais il demeure un produit de luxe.

### Livre IV: les produits cosmétiques

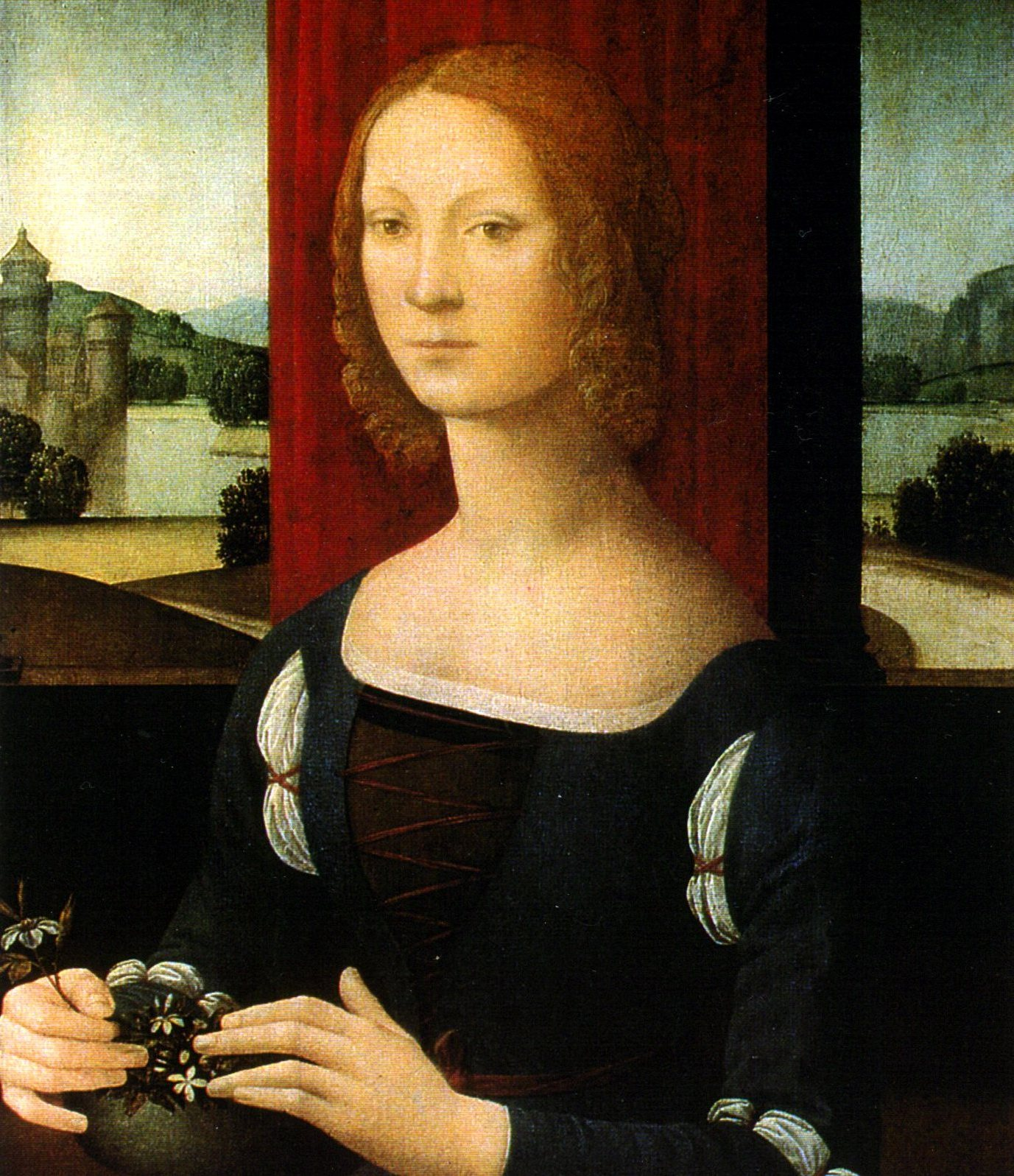
Catherine Sforza (portrait vers 1481-1483), modèle de beauté féminine, et experte en cosmétologie, auteur de Liber de experimentis Catherinae Sfortiae

Ce quatrième livre est consacré aux produits cosmétiques : des lotions, nommées « eau » pour donner un bon teint, pour blanchir le teint, eau pour rajeunir (donner un visage de 25 ans, dit-il), ôter les taches du visage, pour réduire la rougeur du teint, lotion pour le soin des cheveux, pour nettoyer les dents.
Exemple d'huile de soin :
| Pour celui qui de nature a le visage trop rouge. Prends quatre onces de noyaux de pêches, deux onces de semence de courge, en fait une huile avec laquelle tu oindras la face, matin et soir,& ce te fera mourir cette rougeur trop grande: chose trouvée par expérience. (Secrets[5], p. [138]-62v) |
Les produits cosmétiques sont à base de substances végétales (fève, melon, huile, etc.), animales (œufs, lait, etc.), minérales (alun, borax, talc, etc.) mais aussi métalliques (or, sublimé, vif argent, etc.).
Certains produits pour blanchir le teint, à base de sublimé (chlorure de mercure) et de vif-argent, sont très toxiques (Secrets p.[139]-63r). Toutefois Alessio met en garde en divers endroits sur l'utilisation de sublimé et de céruse (carbonate de plomb) (p.[144]-65v, [195]-91r, par ex.). Pour blondir les cheveux comme des fils d'or, il est recommandé de les imprégner avec une décoction d'écorce de rhubarbe dans du vin blanc.
En France, sous le règne de Catherine de Medicis, l'usage des fards, blanc et rouge, s'impose à la cour. Pour l'aristocratie, le blanc du visage témoigne de sa distinction.
Nombre d'ouvrages sur les soins corporels et la cosmétique furent publiés mais dans le cadre intellectuel de la médecine hippocratique. Ils se présentent comme des textes médicaux alors qu'en Italie, ce sont le plus souvent des compilations de recettes « secrètes » (non publiées), destinés aux femmes soucieuses de leur beauté. L'ouvrage du docteur André Le Fournier, La décoration d'humaine nature et adornement des Dames (1530) avec ses recettes de potions cosmétiques, connaîtra aussi un franc succès, avec 12 autres éditions tout au long du XVIe siècle. Outre les soins apportés au visage et à la chevelure, il traite les soins corporels, de la lactation, des troubles du cycle menstruel. Le célèbre astrologue, Michel Nostradamus qui était apothicaire, publia en 1555, Le Traité des Fardements et des Confitures, un opuscule sur les cosmétiques (fards, lotions, parfums) et les confitures et vins cuits qui rencontra aussi un vrai succès (neuf rééditions de 1555 à 1572). Le médecin Jean Liébault dans Trois livres de l'embellissement et ornement du corps humain (1582), donne des conseils avertis aux femmes pour avoir un beau teint, de beaux cheveux, bras, ongles, etc..

### Livre V: les pigments

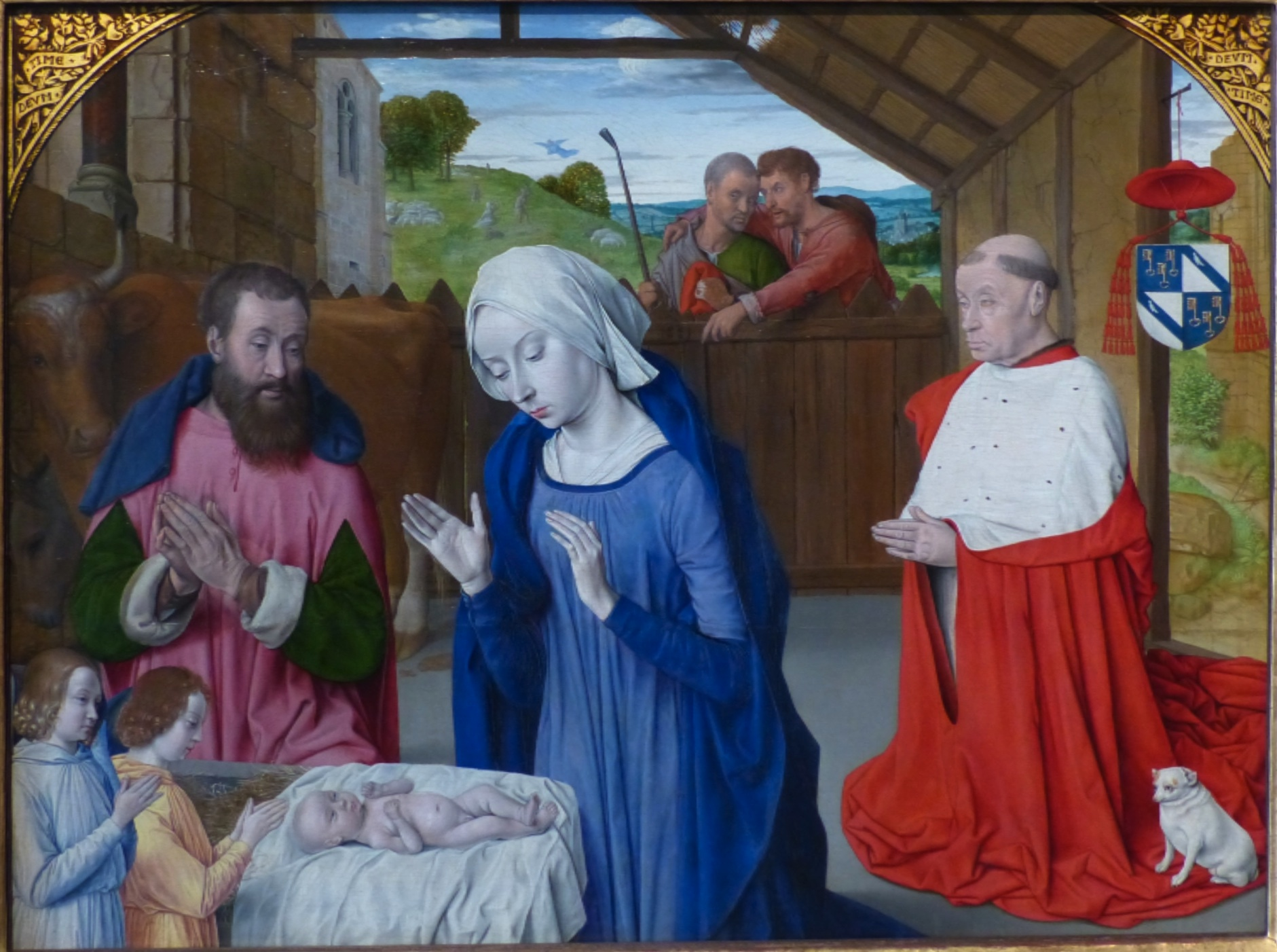
Nativité avec le portrait du cardinal Jean Rolin (1480), la Vierge porte des vêtements bleu outremer

Cette partie des Secrets d'Alexis comporte une forte ressemblance avec les manuels d'artistes (les Kunstbüchlein) allemands. La première recette d'Alexis est une description détaillée de la fabrication du bleu outremer à partir du lapis-lazuli broyé et d'un peu de sang de dragon, une substance résineuse rouge. La poudre obtenue est malaxée avec une pâte faite de résine de pin, de poix, de mastic et d’huile de lin. Les impuretés restent dans la pâte et on obtient le pigment bleu, par des lavages successifs avec de la lessive de cendre de vigne.
L'or et le bleu outremer (d'abord importé à grand frais du Levant) rendent les tableaux très coûteux, si bien qu'à Florence, les prix des pigments sont explicitement mentionnés dans le contrat liant l'artiste et le mécène. Si le bleu outremer était onéreux en Italie, il était hors de prix dans le reste de l'Europe. C'est probablement une des raisons qui ont garanti un si grand succès aux Secrets d'Alessio.
Suivent de nombreuses recettes pour teindre les os, les planches de menuiserie, les cuirs en bleu azur, en garance, en vert, pour préparer la laque de bois de Brésil, etc., autant de procédures bien décrites.
Alessio donne ensuite des recettes pour appliquer l'or : comment dorer la tranche des livres, comment fabriquer et utiliser l'amalgame or-mercure (vif argent), comment imiter l'or.
Huit notices sont ensuite consacrées à l'encre: comment fabriquer de l'encre à partir de noix de galle, gomme arabique, vitriol (ce qu'on appelle actuellement une encre métallo-gallique), comment fabriquer une « encre portative » faite de poudre sèche (à diluer avant usage), ou une encre d'imprimerie avec la « fumée de résine » (ou noir de fumée).

### Livre VI: l’orfèvrerie
Sur le plan de l'histoire des techniques, cette section est  assez instructive des opérations techniques du XVIe siècle.
Alessio révèle quelques secrets de valeur. Ainsi, il donne un procédé pour raffiner le borax (Secrets p. [200]-93v), une espèce minérale jouant un rôle important en métallurgie. Il commence par décrire son usage en médecine, en orfèvrerie et en cosmétique. Il aide « grandement les dames pour s’embellir : car il rend la peau très blanche, très subtile, et très nette, sans danger d’aucun venin ». Il indique plusieurs moyens de distinguer le borax d’un autre minéral, l’alun, car il existe de nombreuses contrefaçons. Alessio, manifestement au courant de tous les savoir-faire, donne diverses astuces d’atelier. Jusque-là, la « pâte de borax » provenait d’Alexandrie mais depuis deux ans, dit-il, le borax vient en grande abondance de l’occident. Il indique alors le procédé de fabrication à partir d’une sorte d’eau que l’on trouve dans les mines d’or, d’argent et de cuivre. Ce procédé était connu de seulement deux personnes, un homme et une femme de Venise, qui gagnaient dit-il, beaucoup d'argent.
Alessio semble être le premier à révéler précisément le processus de raffinage du borax et de violer ainsi un secret commercial bien gardé.
Il donne diverses techniques de fonderie utilisées par les orfèvres: procédés pour fondre des médailles, pour dorer des métaux, mais aussi des méthodes pour contrefaire des pierres précieuses (diamant, rubis, émeraudes…), pour endurcir les pierres précieuses artificielles ainsi créées ou pour calciner l’argent.